# Bjørn Maaseide
Bjørn Maaseide (Stavanger, 7 de marzo de 1968) es un deportista noruego que compitió en voleibol, en la modalidad de playa. Su hermana Kathrine compitió en el mismo deporte.
Ganó cinco medallas en el Campeonato Europeo de Vóley Playa entre los años 1993 y 1999. Participó en tres Juegos Olímpicos de Verano, ocupando el séptimo lugar en Atlanta 1996, el 19.º en Sídney 2000 y el 19.º en Atenas 2004.

## Palmarés internacional
| Campeonato Europeo | Campeonato Europeo         | Campeonato Europeo | Campeonato Europeo |
| Año                | Lugar                      | Medalla            | Pareja             |
| ------------------ | -------------------------- | ------------------ | ------------------ |
| 1993               | Almería (España)           | Medalla de plata   | Jan Kvalheim       |
| 1994               | Almería (España)           | Medalla de oro     | Jan Kvalheim       |
| 1997               | Roma (Italia)              | Medalla de plata   | Jan Kvalheim       |
| 1998               | Rodas (Grecia)             | Medalla de plata   | Jan Kvalheim       |
| 1999               | Palma de Mallorca (España) | Medalla de bronce  | Jan Kvalheim       |